# Gọi giấc mơ về
Gọi giấc mơ về là một bộ phim truyền hình được thực hiện bởi Công ty cổ phần truyền thông đa phương tiện Lasta, do Xuân Cường làm đạo diễn. Phim phát sóng vào lúc 21h15 từ thứ 5 đến Chủ Nhật hàng tuần, bắt đầu từ ngày 4 tháng 8 năm 2007 và kết thúc vào ngày 25 tháng 11 năm 2007 trên kênh HTV7.

## Nội dung
Gọi giấc mơ về xoay quanh cuộc sống trên một hòn đảo nghèo của bốn nhân vật Phụng (Minh Hằng), Quân (Huỳnh Đông), Vy (Ngân Khánh), Minh (Tấn Phát). Học tập và kết bạn dưới mái trường cấp ba trên đảo, họ đã có quãng thời gian vui vẻ và đầy kỷ niệm bên nhau. Bên cạnh họ là hình ảnh số phận của những người dân sống tại đảo: có người bị ám ảnh bởi dông bão của biển khơi mà không dám đặt chân xuống nước; lại có người chỉ biết đến danh lợi mà không màng đến tương lai của lớp trẻ sau này; và ở đó cũng có những giọt nước mắt chịu đựng, kìm nén cho một tình yêu không thể nào trọn vẹn...

## Diễn viên
- Minh Hằng trong vai Phụng[2]
- Huỳnh Đông trong vai Quân[2]
- Tấn Phát trong vai Minh[2]
- Ngân Khánh trong vai Vy[2]
- Quỳnh Anh trong vai Thủy[3]
- Nguyễn Lê Bá Thắng trong vai Vương[3]
- Hoài An trong vai Bà Kim
- Tấn Thi trong vai Ông Việt
- Ánh Hoa trong vai Bà Quý
- Minh Hạnh trong vai Bà Lan
- Thanh Điền trong vai Ông Hoàng
- Kiều Trinh trong vai Cô Nhung
- Công Ninh trong vai Thầy Cường
- Công Hậu trong vai Thầy Quang
- Như Phúc trong vai Hải
- Khánh Trình trong vai Thanh
- Thiên Bảo trong vai Tuấn "mập"
- Nguyễn Châu trong vai Ông Tám
- Mỹ Dung trong vai Bà Tám
- Hữu Thạch trong vai Tánh
- Nguyễn Hạnh trong vai Ông Hai
- Đào Vân Anh trong vai Bà Hương
- Nguyễn Sanh trong vai Giám đốc sở giáo dục
- Đình Hiếu trong vai Long

Cùng một số diễn khác....

## Ca khúc trong phim
Bài hát trong phim là ca khúc "Em nhớ anh rất nhiều" do nhạc sĩ Vũ Quốc Bình sáng tác và ca sĩ Sơn Ca thể hiện. Đây là ca khúc chủ đề trong album phòng thu đầu tay của cô, Sơn Ca Vol.1.

## Sản xuất
Gọi giấc mơ về do Công ty đa phương tiện Latsa sản xuất, đạo diễn bởi Xuân Cường; Hoàng Anh, Anh Ngân (Đặng Thanh) viết kịch bản. Phim khởi quay từ cuối tháng 2 năm 2007 đến tháng 9 cùng năm, kéo dài 6 tháng liên tục. Bối cảnh phim diễn ra tại huyện đảo Long Hải tỉnh Bà Rịa – Vũng Tàu, với khung cảnh chủ yếu là trường học, bãi biển và nhà ở. Nói về lý do làm phim, Xuân Cường cho biết ông đã bị ấn tượng ngay từ khi đọc những dòng tóm tắt kịch bản bởi tính gần gũi, mới lạ trong bối cảnh và nội dung.
Các diễn viên chính trong bộ phim đều là những gương mặt trẻ gồm Minh Hằng, Ngân Khánh, Huỳnh Đông, Tấn Phát và Bá Thắng. Đây là tác phẩm đánh dấu màn lấn sân từ ca nhạc sang điện ảnh của Bá Thắng. Trong quá trình casting, ban đầu Xuân Cường đã không chọn Huỳnh Đông và Minh Hằng vào các vai chính của phim. Với Minh Hằng, vì bị nhận xét quá gầy nên cô phải ăn liên tục để tăng 5 kg cho phù hợp nhân vật. Đến sát ngày khởi quay, vai diễn mới được giao cho nữ diễn viên thay cho một người khác. Đây là phim cuối cùng của Minh Hằng trước khi thanh lý hợp đồng độc quyền 2 năm với công ty Latsa. Huỳnh Đông cũng chỉ được thay vai vào phút chót, khi anh được đạo diễn mời đóng thử ba phân đoạn của phim.
Gọi giấc mơ về đã phát sóng tập đầu tiên ngày 4 tháng 8 năm 2007, trong khung giờ vàng "Phim Việt cuối tuần" lúc 21h10 từ thứ 5 đến Chủ Nhật hàng tuần trên kênh HTV7. Bộ phim, dài tổng cộng 66 tập, lên sóng tập cuối cùng vào ngày 25 tháng 11 cùng năm.

## Đón nhận
Tại thời điểm phát sóng, Gọi giấc mơ về đã tạo nên "cơn sốt" trong giới trẻ và đạt lượng người xem cao "ngất ngưởng". Tác phẩm nhanh chóng trở thành chủ đề theo dõi và bàn luận của đông đảo học sinh, sinh viên trong thời gian lên sóng. Sức hấp dẫn của phim ngày càng tăng về cuối, với các lượt thảo luận sôi nổi trên nhiều diễn đàn điện ảnh Internet. Bản thân bài hát sau khi dùng làm nhạc phim cũng trở thành một bản hit độc lập suốt thời gian dài, đưa Sơn Ca lên cái tên đắt show nhiều người biết đến. Ca khúc khi đó thường xuyên được săn lùng tại các khu bán băng đĩa CD ở miền Nam Việt Nam.
Báo Người lao động đã lên bài nhận xét Gọi giấc mơ về là "bộ phim đáng xem nhất của Lasta", ghi nhận thành công của phim đến từ kịch bản mới mẻ, hấp dẫn cùng diễn xuất tròn vai của dàn diễn viên, nổi bật là cặp đôi Minh Hằng – Huỳnh Đông. Báo Tuổi Trẻ cho rằng phim vẫn còn mắc những nhược điểm của đa số phim truyền hình Việt: nội dung và thông điệp truyền tải ôm đồm, các tình tiết đôi chỗ còn khiên cưỡng, cường điệu, xử lý chưa sâu sắc... nhưng bù lại rất thành công "hút khán giả teen" từ những điều "bình dị, nhẹ nhàng về tình thầy trò, tình bạn và tình yêu thời áo trắng".
Thành công của bộ phim đã trở thành bàn đạp giúp các diễn viên tham gia nổi tiếng với công chúng. Tác phẩm đã đem về nhiều đề cử cho hai diễn viên chính Huỳnh Đông và Minh Hằng tại các giải Mai Vàng và HTV Awards 2007. Trong đó, Minh Hằng giành giải "Nữ diễn viên chính được yêu thích nhất" tại HTV Awards với 17.405 lượt khán giả bình chọn.
Sau này, Gọi giấc mơ về được liệt kê là phim truyện tuổi thơ của những người xem thuộc thế hệ 8X, 9X. Trong tập 17 của gameshow Ký ức vui vẻ mùa 3, số phát sóng ngày 28 tháng 3 năm 2021, dàn diễn viên bộ phim đã tái ngộ với khán giả truyền hình sau 14 năm lần đầu phim lên sóng. Ca sĩ Sơn Ca cũng thể hiện ca khúc chủ đề phim trong chương trình.

## Giải thưởng
| Năm  | Giải thưởng   | Hạng mục                                | (Người) đề cử | Kết quả   | Nguồn  |
| ---- | ------------- | --------------------------------------- | ------------- | --------- | ------ |
| 2007 | HTV Awards    | Nữ diễn viên chính được yêu thích nhất  | Minh Hằng     | Đoạt giải | [ 24 ] |
| 2007 | HTV Awards    | Nam diễn viên chính được yêu thích nhất | Huỳnh Đông    | Đề cử     | [ 26 ] |
| 2007 | Giải Mai Vàng | Nam diễn viên truyền hình               | Huỳnh Đông    | Đề cử     | [ 27 ] |
| 2007 | Giải Mai Vàng | Nữ diễn viên truyền hình                | Minh Hằng     | Đề cử     | [ 27 ] |
| 2007 | Giải Mai Vàng | Nữ diễn viên truyền hình                | Như Phúc      | Đề cử     | [ 27 ] |
| 2007 | Giải Mai Vàng | Đạo diễn phim truyền hình               | Xuân Cường    | Đề cử     | [ 27 ] |